# 五木食品

五木食品（Itsuki Foods）是日本製麵公司，生產各種素面、泡麵、冷藏麵與麵食調味料等，創立於西元1878年的熊本市，1957年啟用五木的品牌。在日本國內的商標是以漢字「五木」作為商標，在海外則以假名「いつき」作為商標。